# 의로움의 전가
의로움의 전가(Imputed righteouness)는 '그리스도의 의로움'이 신자에게 전가된다는 기독교의 교리이다.  이 교리는 로마 가톨릭교회의 의로움의 주입 교리와 대조되는 것으로 신자의 의로움이 그들의 선행등의 행위에 근거하지 않고, 외적인 의로움 즉, 그리스도의 의로움이 전가되어야만 한다는 이신칭의의 핵심적 내용이다.
이 교리는 칼뱅주의와 루터란의 대표적인 교리이며, 이것은 의롭다 함과 은혜라는 핵심용어를 규정짓는 기초가 된다.

의의 전가라는 내용과 함께 대조되는 개념으로 죄의 전가가 있다. 

## 같이 보기
- 그리스도의 능동적 순종
- 의로움의 부여
- 의로움의 주입